# (30769) Kaydash
(30769) Kaydash es un asteroide perteneciente al cinturón de asteroides, región del sistema solar que se encuentra entre las órbitas de Marte y Júpiter, descubierto el 25 de septiembre de 1984 por Brian A. Skiff desde la Estación Anderson Mesa (condado de Coconino, cerca de Flagstaff, Arizona, Estados Unidos).

## Designación y nombre
Designado provisionalmente como 1984 ST2. Fue nombrado por el astrónomo ucraniano Vadym Kaydash (n. 1971) quien es director del Instituto de Astronomía de VN Karazin, Universidad Nacional de Járkov. Es especialista en la observación de cuerpos celestes del sistema solar para estudiar sus propiedades superficiales y composición mineralógica.

## Características orbitales
Kaydash está situado a una distancia media del Sol de 2,222 ua, pudiendo alejarse hasta 2,682 ua y acercarse hasta 1,762 ua. Su excentricidad es 0,207 y la inclinación orbital 6,534 grados. Emplea 1209,93 días en completar una órbita alrededor del Sol.

## Características físicas
La magnitud absoluta de Kaydash es 14,09. Tiene 3,230 km de diámetro y su albedo se estima en 0,358. 